# Henri Caffarel

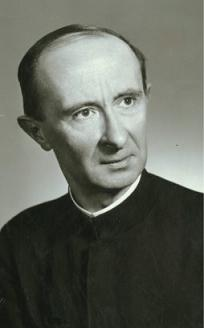
Henri Caffarel

Henri Caffarel (* 30. Juli 1903 in Lyon; † 18. September 1996 in Troussures, Département Oise, Frankreich) war ein französischer römisch-katholischer Priester, spiritueller Autor und Gründer der Equipes Notre-Dame. Sein pastorales Hauptanliegen fokussierte die geistliche Unterstützung und Formation katholischer Ehepaare. Seit 2006 wird für ihn ein Seligsprechungsprozess betrieben.

## Leben
Caffarel absolvierte seine Schulausbildung in Sainte-Marie Lyon, einer Klosterschule der Maristenpatres. Von einer spirituellen Erfahrung bewegt, entschloss er sich mit 20 Jahren, Priester zu werden. Nach seiner Priesterweihe am 19. April 1930 durch den Erzbischof von Paris, Jean Verdier, begann Caffarel, die religiöse Formation junger Laien in den Mittelpunkt seiner Seelsorge zu stellen. Sein Wirken als Leiter von Exerzitien konzentrierte sich auf jugendliche Katholiken, besonders Studenten, die er später auch als Ehepaare mit spirituellen Impulsen begleitete. Caffarel vertrat die Maxime, dass alle vermittelte Lehre sinnlos sei, wenn nicht gelehrt wird, wie man sie ins Leben umsetzen kann.
Während ein Großteil Europas die Ehe aufgrund der Nürnberger Gesetze im antisemitischen und rassistischen Blickwinkel verzerrte, beleuchtete Caffarel in seinen Vorträgen die eheliche Liebe als einen Weg zur Gotteserfahrung, der im Sakrament der Ehe grundgelegt wurde, sowie die allgemeine Berufung aller Christen zur Heiligkeit; ein Gedanke, den sowohl Josemaría Escrivá als auch später das Zweite Vatikanische Konzil im fünften Kapitel der Konstitution Lumen Gentium thematisierte. Papst Johannes Paul II. behandelte diese Thematik unter dem Begriff „Theologie des Leibes“ während seiner Generalaudienzen von 1979 bis 1984. Ein weiteres zentrales Element in Caffarels Wirken war die christliche Familie. Caffarel verstand sie als Keimzelle der Kirche und strich ihren prophetischen und priesterlichen Missionsauftrag heraus.
Um sein Angebot auszudehnen, gründete Caffarel am 25. Februar 1939 mit vier Ehepaaren eine geistliche Gemeinschaft. Jedoch verhinderte die deutsche Besetzung Frankreichs im Zweiten Weltkrieg die weitere Ausbreitung von Caffarels Werk. Unmittelbar nach der Befreiung Frankreichs 1945 gründete er das spirituelle Magazin El Anillo de Oro, das bis 1967 existierte. Erst 1947 entstand aus der 1939 gegründeten Gemeinschaft die Equipes Notre-Dame, die sich der geistlichen Unterstützung christlicher Ehepaare verschrieben hatte. Ab 1948 entwickelte sich Caffarels Gründung außerhalb Frankreichs zur internationalen Bewegung; er nahm an den Hauptversammlungen in Rom (1959/1970) und Lourdes (1965) teil.
1973 gab Caffarel die Leitungsfunktion seiner Bewegung in jüngere Hände und gründete ein geistliches Zentrum in Troussures, wo er bereits seit 1966 Gebetswochen organisierte. Er starb am 18. September 1996 in Troussures. Caffarel veröffentlichte knapp 50 Publikationen mit dem Schwerpunkt des ehelichen und familiären Glaubensleben. Seine Werke wurden in acht Sprachen übersetzt. 

## Seligsprechungsprozess
Im Jahr 2006 begann der Seligsprechungsprozess für Henri Caffarel. Die diözesanen Untersuchungen wurden am 25. April 2006 unter Erzbischof André Vingt-Trois initiiert und am 18. Oktober 2014 abgeschlossen. Aktueller Postulator ist Paul-Dominique Marcovits OP. Unterstützt wird der Seligsprechungsprozess durch die in Paris ansässige Association des Amis du Père Caffarel. Caffarel wurde der sogenannte heroische Tugendgrad zugesprochen, eine Vorstufe zur Seligsprechung.

## Veröffentlichungen (Auswahl)
- Die Ehe auf dem Weg der Heiligkeit. Johannes-Verlag, Freiburg 2014, ISBN 978-3-89411-428-2 (Originaltitel: Le mariage, aventure de sainteté. übersetzt von Josef Aussermair, Eva Außermair).
- Weil Du Gott bist. Hinführung zum inneren Gebet. Johannes-Verlag, Einsiedeln 2000, ISBN 978-3-89411-364-3 (Originaltitel: Cinq soirées sur la prière intérieure. übersetzt von Josef Aussermair, Eva Außermair).
- Saal der tausend Türen. Briefe über das Gebet. 2. Auflage. Johannes-Verlag, Einsiedeln 1986, ISBN 978-3-265-10214-6 (Originaltitel: Présence à Dieu.).
- An Scheidewegen der Liebe. Briefe über die christliche Ehe. Johannes-Verlag, Einsiedeln 1981, ISBN 978-3-265-10246-7 (Originaltitel: Aux carrefours de l'amour.).
- Briefe über das Beten. Matthias-Grünewald-Verlag, Mainz 1963 (Originaltitel: Lettres sur la prière.).